# Kogoro Akechi
Kogoro Akechi (明智 小五郎?, Akechi Kogorō) è un investigatore privato immaginario creato dallo scrittore Giapponese di romanzi polizieschi Edogawa Ranpo.

## Caratterizzazione del personaggio
Kogoro Akechi apparve per la prima volta nel racconto breve "The Case of the Murder on D. Hill" (D坂の殺人事件?, D-zaka no satsujin jiken) nel Gennaio del 1925. L'autore - Edogawa Ranpo (uno pseudonimo di Tarō Hirai) - è considerato il padre del giallo giapponese ed era un grande ammiratore di Sir Arthur Conan Doyle. Akechi è il primo personaggio poliziesco ricorrente nella narrativa giapponese ed è chiaramente ispirato allo Sherlock Holmes di Doyle.
Come Holmes, Akechi è un detective brillante ma eccentrico il quale offre consulenze alla polizia su casi particolarmente difficili. È un maestro del travestimento ed è un esperto di judo. Inoltre, come Holmes, Akechi si avvale di un gruppo di giovani ragazzi per raccogliere informazioni ed indizi. La sua versione degli "Irregolari di Baker Street" è conosciuta come il "Boy Detectives Club" (少年探偵団?, Shōnen tantei dan).
Kogoro Akechi è un uomo alto, con sopracciglia folte e che si veste elegantemente. È sposato con una donna di nome Fumiyo (文代?)  e vive con Kobayashi Yoshio (小林芳雄?), il capo del 'Boy Detectives Club'. Kobayashi spesso svolge un ruolo importante nella risoluzione dei casi e come il suo mentore è un esperto nel travestimento. A parte queste relazioni, non vengono forniti molti dettagli sulla vita personale del detective, che passa sempre in secondo piano rispetto alle indagini nelle sue storie.
Il nemico più frequente del detective Akechi è il famigerato "Demone dai Venti Volti" (怪人二十面相?, Kaijin ni-jū mensō). Il Demone è un maestro criminale il cui dono per il travestimento potrebbe essere stato ispirato da Hamilton Cleek, l'eroico ma amorale "Man of Forty Faces" di Thomas W. Hanshew. Il Demone è un criminale che ruba per dimostrare la sua genialità piuttosto che per bisogno di denaro.
Le storie di Kogoro Akechi sono ambientate perlopiù a Tokyo, città natale del detective, oppure vedono l'azione spostarsi nella campagna giapponese. Le storie spesso presentano sfumature soprannaturali ed erotiche, anche se non quanto in altre opere di Ranpo.

## Opere in cui compare

### Racconti brevi
- "The Case of the Murder on D. Hill" (D坂の殺人事件?, D-zaka no satsujin jiken, Gennaio 1925)
- "The Psychological Test" (心理試験?, Shinri Shiken, Febbraio 1925)
- "The Black Hand Gang" (黒手組?, Kurote-gumi, Marzo 1925)
- "The Ghost" (幽霊?, Yūrei, Maggio 1925)
- "The Stalker in the Attic" (屋根裏の散歩者?, Yaneura no Sanposha, Agosto 1925)
- "Who" (何者?, Nanimono, Novembre 1929)
- "The Murder Weapon" (兇器?, Kyōki, Giugno 1954)
- "Moon and Gloves" (月と手袋?, Tsuki to Tebukuro, Aprile 1955)

### Romanzi
- The Dwarf (一寸法師?, Issun-bōshi, 1926)
- The Spider-Man (蜘蛛男?, Kumo-Otoko, 1929)
- The Edge of Curiosity-Hunting (猟奇の果?, Ryōki no Hate, 1930)
- The Conjurer (魔術師?, Majutsu-shi, 1930)
- The Vampire (吸血鬼?, Kyūketsuki, 1930)
- The Golden Mask (黄金仮面?, Ōgon-kamen, 1930)
- The Black Lizard (黒蜥蜴?, Kuro-tokage, 1934)
- The Human Leopard (人間豹?, Ningen-Hyō, 1934)
- The Devil's Crest (悪魔の紋章?, Akuma no Monshō, 1937)
- Dark Star (暗黒星?, Ankoku-sei, 1939)
- Hell's Clown (地獄の道化師?, Jigoku no Dōkeshi, 1939)
- Monster's Trick (化人幻戯?, Kenin Gengi, 1954)
- Shadow-Man (影男?, Kage-otoko, 1955)

## Nella cultura popolare
Akechi è diventato un personaggio molto famoso nella cultura popolare giapponese. Sono stati realizzati diversi film basati sulle sue avventure, alcuni dei quali lo vedono alle prese contro altri personaggi letterari  come Arsène Lupin. L'attore più noto per aver interpretato il detective è Eiji Okada. Akechi è presente come personaggio nel manga Lupin III (e nel suo episodio pilota dell'anime) e i riferimenti a lui sono comuni nella narrativa giapponese. In Occidente è meglio conosciuto attraverso il film del 1994, Rampo.